# 베사라비아

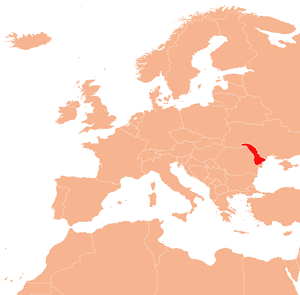
베사라비아의 위치

베사라비아(루마니아어: Basarabia 바사라비아[*], 러시아어: Бессарабия 베사라비야[*], 우크라이나어: Бессарабія 베사라비야[*])는 동유럽의 역사적 지역으로, 동쪽에 드네스트르강, 서쪽에 프루트강에 인접한다.
현재의 몰도바 공화국 영토와 우크라이나의 부자크 지역에 해당한다.

## 같이 보기
- 부자크
- 체르니우치주
- 몰도바의 역사
- 몰도바
- 오데사주